# Blagoveschensk (Bascortostão)
Blagoveschensk é uma cidade da Rússia, o centro administrativo de um raion da República do Bascortostão. A cidade é localizada à margem direita do rio Belaia.